# Giacomo De Vincentiis
Giacomo De Vincentiis (Casoli, 1º ottobre 1775 – Chieti, 14 maggio 1866) è stato un arcivescovo cattolico italiano.

## Biografia
Nato a Casoli da Giacomo e Maria Domenica Travaglini, un'agiata coppia di possidenti, fu ordinato prete nel 1799 e insegnò belle lettere nelle scuole secondarie di Chieti.
Fu canonico cattedrale e poi vicario capitolare dell'arcidiocesi di Chieti.
Fu nominato arcivescovo metropolita di Lanciano ed amministratore perpetuo di Ortona il 7 ottobre 1848 e confermato il 22 dicembre successivo. Il 18 marzo 1849 ricevette la consacrazione episcopale nella cattedrale di San Giustino dalla mani di Giosuè Maria Saggese, arcivescovo di Chieti, assistito da Mario Giuseppe Mirone, vescovo di Valva e Sulmona, e Vincenzo D'Alfonso, vescovo di Penne e Atri.
Aumentò le rendite della mensa vescovile, ampliò il collegio dei mansionari, donò arredi alla basilica cattedrale e fece restaurare la chiesa di Santa Maria Maggiore. Presiedette le celebrazioni in occasione del VI centenario dell'arrivo elle reliquie di san Tommaso a Ortona. 
Nel 1862 fu nominato commendatore dell'Ordine dei Santi Maurizio e Lazzaro. Dopo il 1863, per motivi di salute, si trasferì presso alcuni nipoti a Chieti; morì novantunenne pochi anni dopo.

## Genealogia episcopale
La genealogia episcopale è:
- Cardinale Scipione Rebiba
- Cardinale Giulio Antonio Santori
- Cardinale Girolamo Bernerio, O.P.
- Arcivescovo Galeazzo Sanvitale
- Cardinale Ludovico Ludovisi
- Cardinale Luigi Caetani
- Cardinale Ulderico Carpegna
- Cardinale Paluzzo Paluzzi Altieri degli Albertoni
- Papa Benedetto XIII
- Papa Benedetto XIV
- Papa Clemente XIII
- Cardinale Marcantonio Colonna
- Cardinale Giacinto Sigismondo Gerdil, B.
- Cardinale Giulio Maria della Somaglia
- Cardinale Carlo Odescalchi, S.I.
- Arcivescovo Giosuè Maria Saggese, C.SS.R.
- Arcivescovo Giacomo De Vincentiis